# Пак Ин Хє
Пак Ин Хє (кор. 박은혜) — південнокорейська акторка.

## Біографія
Пак Ин Хє народилася 21 лютого 1978 року в портовому місті Інчхон. Свою акторську кар'єру вона розпочала у 1998 році з епізодичних ролей в фільмах та серіалах. Підвищенню популярності молодої акторки сприяла другорядна роль в популярному серіалі «Де Ча Гим». У 2005 році Ин Хє зіграла одну з головних ролей в комедійному серіалі «Вісімнадцять, двадцять дев'ять». Першу акторську нагороду принесла Ин Хє головна жіноча ролі в фільмі «День та ніч» режисера Хон Сан Су. У 2010 році вона отримала головну роль в мелодраматичному серіалі «Рожева помада», яка принесла їй нагороду Премії MBC драма. Крім зйомок у фільмах та серіалах, Ин Хє декілька років постійно знімалася в рекламі китайської косметичної фірми. Зйомки в рекламі підвищили популярність акторки в Китаї, так на одну з зустрічей Ин Хє з фанатами з'їхалося близько тисячі її фанатів з Піднебесної.
У 2017 році Ин Хє зіграла головну роль в мелодрамі «Солодкий ворог».

### Особисте життя
У квітні 2008 року Ин Хє вийшла заміж за підприємця Кім Хан Сопа який на 4 роки старший за неї, весілля відбулося в готелі Сілла в Сеулі. У 2011 році вона народила близнят, яких назвали Че Ван та Че Хо. Восени 2018 року стали поширюватися чутки про розлучення Ин Хє, незабаром її агентство підтвердило факт розлучення акторки після майже 11 років спільного життя.

## Фільмографія

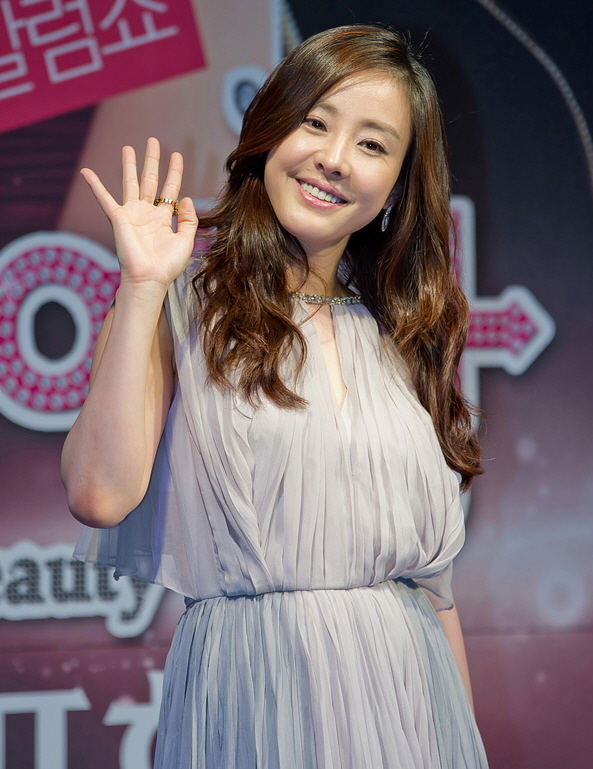
Пак Ин Хє у 2012 році

### Телевізійні серіали
| Рік  | Назва                            | Роль                   | Мережа         |
| ---- | -------------------------------- | ---------------------- | -------------- |
| 1997 | «Л. А. аріран»                   |                        | SBS            |
| 2000 | «Добрі друзі» (1 сезон)          |                        | KBS2           |
| 2001 | «Щодня з тобою»                  | Чо Се Хї               | MBC            |
| 2003 | «Де Чан Гим»                     | Лі Йон Сен             | MBC            |
| 2004 | «Маленька жінка»                 | Чон Хьон Дик           | SBS            |
| 2004 | «Вчитель з острівного села»      | Юн Чі Йон              | SBS            |
| 2005 | «Вісімнадцять, двадцять дев'ять» | Шін Че Йон             | KBS2           |
| 2006 | «Феєрверки»                      | Чха Мі Ре              | MBC            |
| 2006 | «Тиша» (тайванський серіал)      | Жао Чен Чен            | CTV            |
| 2007 | «Людина яку я кохаю»             | Юн Хьон Чжу            | SBS            |
| 2007 | «Лі Сан, вітер палацу»           | Королева Хьої          | MBC            |
| 2008 | «Детектив містер Лі»             | Лі Че Йон              | MegaTV         |
| 2010 | «Рожева помада»                  | Ю Га Ин                | MBC            |
| 2012 | «Без тебе не можу жити»          | Со Ін Хє / Пак Со Хьон | MBC            |
| 2013 | «Дві жіночі кімнати»             | Мін Кьон Чхе           | SBS            |
| 2014 | «Мстивий дух» (спеціальна драма) | Мін Ю Сон              | KBS2           |
| 2015 | «Купець: Кекджу 2015»            | Чхон Со Рє             | KBS2           |
| 2016 | «Блискучий розум»                | Сім Ин Ха (камео)      | KBS2           |
| 2017 | «Солодкий ворог»                 | О Даль Нім             | SBS            |
| 2020 | «Привіт до побачення, мамо!»     | мати Піль Сина         | tvN            |
| 2020 | «Mystic Pop-up Bar»              | королева / Сін Чі Хє   | JTBC / Netflix |
| 2020 | «Помстимось»                     | ведуча                 | TV Chosun      |
| 2021 | «Вищий клас»                     | Се Чун Нам (камео)     | tvN            |
| 2021 | Любов короля                     | пані Кім               | KBS2           |
| 2022 | «Алхімія душ»                    | Чін Хо Кьон            | tvN            |

### Фільми
| Рік  | Назва                        | Роль               |
| ---- | ---------------------------- | ------------------ |
| 1998 | «Ззанг»                      | Ю Хє Рі            |
| 2000 | «01412 Секта магічного меча» | принцеса січня     |
| 2000 | «Запис»                      | Хї Чон             |
| 2001 | «Мрія про воїна»             | Нам Хон            |
| 2005 | «Довгоногий тато»            | дівчина з флешбеку |
| 2006 | «29 лютого»                  | Хан Чі Йон         |
| 2006 | «Соняшник»                   | Лі Ин Мі           |
| 2008 | «День та ніч»                | Лі Ю Чон           |
| 2015 | «Родинне зіткнення»          | Пак Йон Мі         |
| 2017 | «Сталевий дощ»               | Квон Сук Чон       |

## Нагороди
| Рік  | Нагорода                                                                | Категорія                                                                    | Робота                  | Результат | Прим.  |
| ---- | ----------------------------------------------------------------------- | ---------------------------------------------------------------------------- | ----------------------- | --------- | ------ |
| 2008 | 9-та Премія Пусанських кінокритиків                                     | Краща нова акторка                                                           | «День та ніч»           | Перемога  |        |
| 2009 | 2-га Премія Korea Sharing                                               | Нагорода від голови                                                          | Н/Д                     | Перемога  | [ 9 ]  |
| 2010 | Премія MBC драма                                                        | Нагорода за майстерність (акторка)                                           | «Рожева помада»         | Перемога  | [ 10 ] |
| 2011 | Подяка від міністерства охорони здоров'я та соціального забезпечення РК | —                                                                            | Н/Д                     | Перемога  |        |
| 2012 | Премія MBC драма                                                        | Нагорода за високу майстерність (акторка серіалу)                            | «Без тебе не можу жити» | Номінація |        |
| 2013 | Премія SBS драма                                                        | Нагорода за високу майстерність (акторка щоденної / вихідного дня драми)     | «Дві жіночі кімнати»    | Номінація |        |
| 2014 | 28-ма Премія KBS драма                                                  | Нагорода за майстерність (акторка одноактної / спеціальної / щоденної драми) | «Мстивий дух»           | Номінація |        |